# 李国秀
李 國秀（り くにひで、朝鮮語: 이국수、イ・グッス1957年4月25日 - ）は、神奈川県横浜市出身の元サッカー選手、サッカー指導者。在日韓国人二世。

## サッカー選手として
横浜朝鮮初級学校でサッカーに触れ、神奈川朝鮮中高級学校を卒業。
「森本国秀という名前（日本名）を使って生きて、よく調べたら在日だったとなれば、がっかりされるかもしれない。それよりは最初から堂々と『李』で行こう」「日本社会の中で受け入れられ、日本社会の中で評価され、認められるようなことをやりたい」という理由から朝鮮高校を1年夏で退学。
横浜サッカー協会の西海輝の紹介を受けて、1973年秋に、16歳で当時創設4年目の読売サッカークラブ(現・東京ヴェルディ1969)に入団。東京韓国学校（東京都新宿区）に通いながらユースチームの練習生となる。
1974年1月に、フランツ・ファン・バルコム監督の要請で選手として正式契約を結び、17歳で日本サッカーリーグ（JSL）2部にてデビュー。攻撃的MFとして13試合に出場。当時のチームメイトには与那城ジョージ、小見幸隆、松木安太郎がいる。
1976年、東京韓国学校卒業と同時に、読売サッカークラブとの2年契約を満了して退団。アメリカ留学を考えている時に、当時サッカー香港代表監督を務めていたファン・バルコムに「香港でサッカーやったらどうだ」と誘われ、キャロラインヒルFC（英語）と契約。
しかし労働ビザ発給で5ヶ月手間取りチーム加入が1977年1月となってしまい、経営者と対立。1試合もプレーせず1977年5月に退団。
1981年、約5年の空白を経て、横浜トライスターサッカークラブ(後の全日空横浜サッカークラブ～横浜フリューゲルス)に加入。選手兼助監督（実質的な監督）として技術指導、予算権限を握るマネジメントにも関わる。神奈川県1部リーグだったチームは李が指導してわずか4年で日本リーグ1部まで昇りつめた。（チーム強化が本格的に始まった1979年からカウントすると6年）
その後、内紛の多いチームを離れる決断をしていたものの、全日空横浜サッカークラブ・ボイコット事件の余波を受けて、各チームにアプローチするも受け入れ先が見つからず、現役引退する。

## 高校サッカー指導者として
1987年桐蔭学園高等部サッカー部監督となる。
1989年、長谷部茂利が3年生になる1期生から関東大会優勝、インターハイ出場、高円宮杯プレ大会3位、高校選手権ベスト8と好成績を収める。
好成績を受けて、自身を桐蔭学園高校サッカー部へと勧誘した人物から「駒澤大学もなんとかしてくれ」（その人物は桐蔭高校～駒澤大学出身）と依頼される。
李は”私の息がかかった人物に駒沢大学サッカー部監督をさせる”を条件として、桐蔭学園高校の各学年の精鋭部隊を駒澤大学へ進学させ、桐蔭学園と同じ世界観で4年間を過ごしてもらおうという長期強化プランを推進。自身が携わった2期生から有力選手を駒澤大学へ進学させ、駒沢大学でも李が実質的な指導を行った事もある。
この”桐蔭学園～駒澤大学”経由で、林健太郎、栗原圭介、渡邉晋、山田卓也、米山篤志、盛田剛平、小林慶行らがJリーグに進んだ。

桐蔭学園～駒澤大学ルート開拓の理由として、有望な教え子を壊された経験など、大学体育会サッカー部の体質への不信感や反発がある。
「中央大学や明治大学に進学した桐蔭サッカー部1期生は嫌な思いをしたんですよ。中央大学に行った長谷部君も頑張ったそうですよ。一年生時には丸坊主でやかん持って立っていたり…」

「駒澤大学では「根性見せろ！」とか「特訓だ！」とか、そういうものがない中でやりましょうということ」
1993年、全国高校総体にてベスト4となっているのが目立つ程度で、いわゆる高校三冠での優勝実績はない。
しかし全国大会での実績以上に、在任9年間で30人以上のJリーガーを育成したように、選手の育成実績が高い。（もっとも李は「プロ養成機関ではなく人間教育をする」スタンスだったと述べている。）
しかしこの時期、サッカー部員へのパワーハラスメントを行っていたとの証言がある。
教え子の代表格ともいえる選手、戸田和幸（高卒Jリーガーから日本代表としてFIFAワールドカップ2002に出場）が2019年、自身のブログで高校時代に受けたハラスメントのエピソードを発表した。
- 試合後監督は他の保護者の方達もいる場所で僕の父親に向かってこう言った。「オタクの息子、頭おかしいんじゃないの？」…この人だけは絶対に許さないと心に誓った。
- 練習試合の時に足首を酷く捻ってしまい満足に歩く事も出来ない状態だった僕に、「駅まで送って行くよ」とある保護者が声をかけてくれたが、随分離れた場所にいた監督からこっちに来いと言われた。「何を話していたんだ？」「『駅まで送っていくよ』と言ってもらいました」「ふざけるな、歩いて帰れ」というやり取りの末、足を引きずって帰宅。
- プレーが上手く出来ないからとゴールポストにヘディングをさせられた。

（なおこのブログ記事に関して、李は同じく教え子である森岡隆三から話を聞かされていたが、「どのようにでも取ることができる話」と自身が開設するyoutubeチャンネルの動画にて回答し、ハラスメントを否定している。）
1996年、9年間務めた桐蔭学園高等部サッカー部監督を辞任。
その後3年間は、日本各地の高校サッカー有力チームの特別コーチを務めた。
- 1997年9月、清水商業高校サッカー部の臨時コーチ。
- 1997年12月、古沼貞雄監督に依頼され、帝京高校サッカー部の特別コーチ。（当初10日間の予定がチームが勝ち進み、全国高等学校サッカー選手権大会優勝までチームに帯同。）[10]

この期間、指導した選手には小野伸二、小林大悟（以上、清水商業）、中田浩二（帝京高校）らがいる。

## プロサッカー指導者として
1999年、ヴェルディ川崎の「総監督」に就任。
李は日本サッカー協会のS級ライセンスを所得していなかった為、「松永英機や張外龍が監督を務め、実質的な指揮は李が執る」という極めて稀な体制だった。（現在においてもJFA公認S級コーチライセンスを所得していない）
林健太郎、米山篤志、山田卓也、小林慶行など桐蔭時代の教え子を中心としてチームを編成し、J1リーグ（1部）1stステージ2位、2ndステージ10位。
当時のトピックスとして下記3点が挙げられる。
- ヴェルディ川崎は1998年限りで読売新聞社とよみうりランドが経営から撤退しており、経費削減を目的に三浦知良、柱谷哲二ら高額年俸の選手がチームを去るなど緊縮体制の打開策として李が起用された。

- 前年より始まった現役高校生をJリーグに出場させる強化指定選手（現在の特別指定選手）制度を利用して3選手を登録。帝京高等学校3年（義務教育終了4年目）の矢野隼人は、J1公式戦出場を果たした強化指定選手第1号となった。
- 第79回・天皇杯全日本サッカー選手権大会ではベスト4に進出。準決勝のサンフレッチェ広島戦に敗退後、主審を中傷する発言により、2000年のJ1の最初の数試合ベンチ入り禁止の処分を受けた。

2000年、J1リーグ1stステージ9位、2ndステージ10位。天皇杯4回戦敗退。シーズン終了後に退団。

## 再び高校サッカー指導者へ
その後しばらく、読売新聞を中心にサッカーに関する評論活動をしながら、2003年に開場した「エルジェイ・サッカーパーク」（神奈川県厚木市のフットサル場）の経営、および同施設での指導を行う。2005年にサッカーB級ライセンスを取得した。
2015年3月、19年ぶりに桐蔭学園高等部サッカー部監督に復帰。

2015年4月、部員に対するパワーハラスメント報道がなされる。 
「部員に『お前は使えない。グラウンドから出ていけ』とどなって、ミーティングに参加させなくなったり、名前も呼ばないなど、いじめのようです。精神的に圧迫するんです」
「監督は部員に『お前、どこ出身だ？　誰に習ったんだ』などと聞いては、『だからダメなんだ』『三流の人間にしか習ってない』などと侮辱する」
「監督から『背が低いやつはサッカー選手になれない。俺は使わない』と言われた生徒もいたそうです」

「監督に指導を受けると『今のアドバイスにいくら払う？』とカネを要求するようなことを言われます」
週刊誌アエラの取材に李は「パワハラじゃないと思うよ。話は学校に聞いてください」と回答し、学校理事長は「パワハラと認めて謝罪していることはありません」と回答した。
2017年11月、「1、2年生は李監督率いる（神奈川県1部リーグを戦う）Aチーム」、「3年生は蓮見理志監督代行が率いる（神奈川県3部リーグと、トーナメント戦を戦う）Bチーム」という歪なチーム体制が問題視される報道がなされる。 
2018年3月、桐蔭学園サッカー部監督交代が報じられた。

## エピソード
- 現役時代は攻撃的MFとして読売クラブなどで活躍した。李は在日韓国人だが、「韓国のプレースタイルは自分に合わない、だから香港でプレーした」と語るように、指導者としてもショートパスを中心とした技術重視のサッカーを志向する。
- 「サッカーはさわやかで素敵なスポーツ」「蹴って走って頑張ってという（部活サッカーの）体質には違和感を覚える」[10]、「サッカーでは十代で頭角を現せるかどうかが、職業としてサッカーをやれるかどうかの試金石」[15]、「サッカーの本質はいつ、どこに、なぜパスをするか」「1人が2つのこと（右にも左にもパスが出せる、パスもドリブルもできる等）ができるよう求める」「サッカーを言葉にして、言語化していく世界観でチームを作る」[16]が持論。
- 横浜トライスター時代は選手だけでなく助監督として、技術指導とマネジメントにも関わった。強化が始まった1979年から6年間で日本リーグ1部まで昇りつめた事に関して、李は自身のブログで「当時としては最短で、最小の予算で日本リーグ1部まで上げた」「日産自動車や松下電器がどのくらいの予算で、何年かかって日本リーグ1部へ上がったか、調べてみるといいでしょう」[5]と語っている。
- たとえ話や冗談として、金銭に換算するといくらという表現を好む為、誤解を招くことがある。（「小野伸二は15歳で1億円の価値があった」[16]など）
- 桐蔭学園監督在任中の1990年、横浜ベイブリッジユースサッカー大会を創設。コンセプトは「子供たちが持ってる力を発揮して、良いプレーをしてくれればいいという人たちで大会をやろう」というものだった。横浜ベイブリッジユースサッカー大会を創設したきっかけとして、李は1990年6月にインターハイ準決勝で相手をシュート0本に抑えながらもPK負けしたことへの不愉快さを挙げている。第1回大会の参加チームは国見高校、清水商業、読売クラブ、桐蔭学園の4チームだった[15]。

- マネジメントは猪野仁志（元グルノーブル・フット38GM）が行っている。

## 個人成績
日本国内成績
| 国内大会個人成績 | 国内大会個人成績  | 国内大会個人成績 | 国内大会個人成績 | 国内大会個人成績 | 国内大会個人成績 | 国内大会個人成績 | 国内大会個人成績 | 国内大会個人成績 | 国内大会個人成績 | 国内大会個人成績 | 国内大会個人成績 |
| 年度             | クラブ            | 背番号           | リーグ           | リーグ戦         | リーグ戦         | リーグ杯         | リーグ杯         | オープン杯       | オープン杯       | 期間通算         | 期間通算         |
| 年度             | クラブ            | 背番号           | リーグ           | 出場             | 得点             | 出場             | 得点             | 出場             | 得点             | 出場             | 得点             |
| 日本             | 日本              | 日本             | 日本             | リーグ戦         | リーグ戦         | JSL杯            | JSL杯            | 天皇杯           | 天皇杯           | 期間通算         | 期間通算         |
| ---------------- | ----------------- | ---------------- | ---------------- | ---------------- | ---------------- | ---------------- | ---------------- | ---------------- | ---------------- | ---------------- | ---------------- |
| 1973             | 読売              |                  | JSL2部           |                  |                  | -                | -                |                  |                  |                  |                  |
| 1974             | 読売              |                  | JSL2部           |                  |                  | -                | -                |                  |                  |                  |                  |
| 1975             | 読売              | 17               | JSL2部           | 13               | 1                | -                | -                |                  |                  |                  |                  |
| 1976             | 読売              |                  | JSL2部           |                  |                  |                  |                  |                  |                  |                  |                  |
| 1981             | 横浜 トライスター |                  | 神奈川県1部      |                  |                  | -                | -                |                  |                  |                  |                  |
| 1982             | 横浜 トライスター |                  | 関東             |                  |                  | -                | -                |                  |                  |                  |                  |
| 1983             | 横浜 トライスター |                  | 関東             |                  |                  | -                | -                |                  |                  |                  |                  |
| 1984             | 全日空 横浜       |                  | JSL2部           | 18               | 8                | 1                | 0                |                  |                  |                  |                  |
| 1985             | 全日空 横浜       |                  | JSL1部           | 19               | 0                |                  |                  |                  |                  |                  |                  |
| 1986             | 全日空 横浜       |                  | JSL2部           |                  |                  |                  |                  |                  |                  |                  |                  |
| 1987             | 全日空 横浜       |                  | JSL2部           |                  |                  |                  |                  |                  |                  |                  |                  |
| 通算             | 日本              | 日本             | JSL1部           | 19               | 0                |                  |                  |                  |                  |                  |                  |
| 通算             | 日本              | 日本             | JSL2部           |                  |                  |                  |                  |                  |                  |                  |                  |
| 総通算           |                   |                  |                  |                  |                  |                  |                  |                  |                  |                  |                  |

## 指導歴
- 横浜トライスターサッカークラブ助監督（1981年-1987年）
- 桐蔭学園高校サッカー部監督（1987年-1996年）（2015年-2018年）
- ヴェルディ川崎総監督（1999年-2000年）
- 清水商業高校臨時コーチ
- 鹿児島実業高校臨時コーチ

## 著書
- Lee'sWord ヴェルディ総監督の730日（2001年11月、三才ブックス）